# Odžak (Pljevlja)
Pour les articles homonymes, voir Odžak.
Odžak (en serbe cyrillique : Оџак) est un village du nord du Monténégro, dans la municipalité de Pljevlja.

## Démographie

### Évolution historique de la population
| 1948 | 1953 | 1961 | 1971 | 1981 | 1991 | 2003 |
| ---- | ---- | ---- | ---- | ---- | ---- | ---- |
| 230  | 239  | 207  | 187  | 168  | 174  | 87   |